# Fischertechnik
Fischertechnik (som alltid börjar med en liten bokstav) är ett konstruktions- och byggsystem med vilket kan byggas fungerande modeller i skala.

## Historik
Fischertechnik uppfanns 1964 av Artur Fischer, Tyskland, och blev en produktgrupp av fischerwerke, tillverkaren av fästtekniker.
När en kreativ medarbetare 1965 satte ihop ett slags fordon av skrotmaterial (nylon), bestämde sig företaget för att ge bort detta som en fin julklapp till alla anställda inom byggbranschen. Reaktionerna var mycket positiva och julklappen visade sig vara så populär att det blev stor efterfrågan på den. Man beslutade då att inrätta en separat avdelning. Sedan 1966 har fischertechnik tillverkats och sålts i blygsam skala.

## Material
Fischertechnik är huvudsakligen tillverkad av nylon (polyamid). Kärnan i systemet är en unik glid-/kompressionskonstruktion, där klackar skjuts in i en rund halvöppen slits. Detta skapar en stark koppling. Dessutom kan den fästas i alla riktningar.
Det finns motorer i olika storlekar, anpassad elektronik, miniomkopplare, sensorer (ljus, temperatur, infraröd, fukt etc.), gränssnitt, pneumatik, hydraulik, mekanik, fordonsteknik och så vidare.